# Didemnum fragum
Didemnum fragum är en sjöpungsart som beskrevs av Kott 200. Didemnum fragum ingår i släktet Didemnum och familjen Didemnidae. Inga underarter finns listade i Catalogue of Life.